# 米氏線
米氏線（Mees' lines），亦作雷諾德氏線（Reynolds' lines）或歐德里奇氏線（Aldrich-Mees' lines），是一種在指甲或趾甲上出現的橫紋，通常都是白色的。現時已知會引起米氏線出現的原因如下：
- 鉈中毒
- 砷中毒
- 其他重金屬中毒
- 鐮刀形紅血球症的患者

不過在配合其他病徵（如：有沒有脫髮）的情況下，醫生就可以斷定患者是因為甚麼理由而有米氏線出現。
米氏線的出現與腎功能衰竭有關。這現象因為由荷蘭籍醫師R. A. Mees發現，因而為名。不過，其實在R. A. Mees發現之前，英國的E.S. Reynolds及美國的C.J. Aldrich兩位醫師分別早在1901年及1904年已發現此現象，並有文獻記錄，比R.A. Mees還要早18年及15年。只是因為20世紀初期的通訊仍然不發達，所以他們二人的發現難以普及。接受化療(譬如环磷酰胺,长春新碱及阿霉素)患者的指甲也會出現米氏線。